# ماكس روبنسون (صحفي)
ماكس روبنسون (بالإنجليزية: Max Robinson)‏ هو صحفي ومذيع أخبار أمريكي، ولد في 1 مايو 1939 في ريتشموند في الولايات المتحدة، وتوفي في 20 ديسمبر 1988 في واشنطن العاصمة في الولايات المتحدة بسبب إيدز.

## وصلات خارجية
- ماكس روبنسون على موقع IMDb (الإنجليزية)
- ماكس روبنسون على موقع الموسوعة البريطانية (الإنجليزية)
- ماكس روبنسون على موقع إن إن دي بي (الإنجليزية)